# Rise of the Tyrant
Rise of the Tyrant — седьмой студийный альбом мелодик-дэт-метал-группы Arch Enemy, выпущен в сентябре 2007 года на лейбле Century Media Records.
Группа начала работу над ним в январе 2007, когда в составе ещё был гитарист Фредрик Окессон, но 22 марта было официально объявлено о возвращении в Arch Enemy гитариста Кристофера Эмотта, покинувшего группу в 2005. Уже через неделю группа начала запись альбома — Даниэль Эрландссон записал партии ударных. В течение апреля были записаны ритм-гитары и бас, а к середине мая свои партии записала вокалистка Ангела Госсов. Тогда же были оглашены названия трёх песен. 29 июня было оглашено название альбома, полный трек-лист и дата выхода. Обложка альбома, выполненная художником Никласом Сундином из дизайнерского бюро Cabin Fever Media, была опубликована на официальном сайте группы 25 июля. 27 июля в сети Интернет появилась пиратская версия самого альбома.
Речь в начале песни «Rise of the Tyrant» взята из кинофильма 1979 года Калигула:
Caligula: I have existed from the morning of the world and I shall exist until the last star falls from the night.
Although I have taken the form of Gaius Caligula, I am all men as I am no man and therefore I am… a God. 
I shall wait for the unanimous decision of the senate, Claudius.
Claudius: All those who say aye, say aye.
Caligula: Aye… aye!
Senators: Aye! Aye! Aye!..
Guard: He’s a god now…

## Список композиций
По словам Ангелы Госсов, она записала вокал к 14 песням. Учитывая, что «Intermezzo Liberté» — инструментальная композиция, можно предположить, что в расширенных изданиях альбома, синглах или EP выйдут ещё 2 песни, помимо «Walk in the Shadows» и «The Oath». В интервью немецкому журналу Legacy Майкл Эмотт заявил, что это будут каверы на «Wings of Tomorrow» (Europe) и «The Book of Heavy Metal» (Dream Evil).
1. «Blood on Your Hands» — 4:41
2. «The Last Enemy» — 4:15
3. «I Will Live Again» — 3:32
4. «In This Shallow Grave» — 4:54
5. «Revolution Begins» — 4:11
6. «Rise of the Tyrant» — 4:33
7. «The Day You Died» — 4:52
8. «Intermezzo Liberté» — 2:51
9. «Night Falls Fast» — 3:18
10. «The Great Darkness» — 4:46
11. «Vultures» — 6:35

Бонус-трек в японском издании:
- «The Oath» (кавер на Kiss) — 4:16

## Участники записи
- Ангела Госсов — вокал
- Майкл Эмотт — соло-гитара
- Кристофер Эмотт — ритм-гитара
- Шарли Д’Анджело — бас-гитара
- Дэниэл Эрландссон — ударные